# Military Bowl 2015
Match précédent Match suivant
Le Military Bowl 2015 est un match de football américain de niveau universitaire  joué après la saison régulière de 2015, le 28 décembre 2015 au Navy-Marine Corps Memorial Stadium d'Annapolis dans le Maryland.
Il s'agit de la 8e édition du Military Bowl.
Le match a mis en présence les équipes des Panthers de Pittsburgh issus de l'Atlantic Coast Conference et des Midshipmen de la Navy issus de l'American Athletic Conference.
Il a débuté à 14:30 heure locale et a été retransmis en télévision sur ESPN.
Sponsorisé par la société Northrop Grumman, le match est officiellement dénommé le Military Bowl presented by Northrop Grumman .
Navy gagne le match sur le score de 44 à 28.

## Présentation du match
| Équipes                                                                                     | Conférences | Entraîneurs     | Stats. saison rég. | Classements avant le bowl CFP-AP-Coaches |
| ------------------------------------------------------------------------------------------- | ----------- | --------------- | ------------------ | ---------------------------------------- |
| Panthers de Pittsburgh                                                                      | ACC         | Pat Narduzzi    | 8-5                | -                                        |
| Midshipmen de la Navy                                                                       | AAC         | Ken Niumatalolo | 11-2               | 21-21-22                                 |
| Arbitre : Joe Pester (C-USA) Équipe donnée favorite par les bookmakers : Navy à 4 contre 1. |             |                 |                    |                                          |

Il s'agit de la 40e rencontre entre ces deux équipes.
| Nombre de rencontre | Victoires Pittsburgh | Victoires Navy | Nuls | Date dernier match | Résultat      |
| ------------------- | -------------------- | -------------- | ---- | ------------------ | ------------- |
| 39                  | 22                   | 14             | 3    | 2013               | Navy, 24 à 21 |

### Panthers de Pittsburgh
Avec un bilan global en saison régulière de 8 victoires et 4 défaites, Pittsburgh est éligible et accepte l'invitation pour participer au Military Bowl de 2015.
Ils terminent 2e de la Coastal Division de l'American Athletic Conference derrière #15 North Carolina, avec un bilan en division de 6 victoires et 2 défaites.
À l'issue de la saison 2015 (bowl compris), ils n'apparaissent pas dans les classements CFP, AP et Coaches.
Il s'agit de leur 1er apparition au Military Bowl.

### Midshipmen de la Navy
Avec un bilan global en saison régulière de 10 victoires et 2 défaites, Navy est éligible et accepte l'invitation pour participer au Military Bowl de 2015.
Ils terminent 2e de la West Division de l'American Athletic Conference derrière #8 Houston, avec un bilan en division de 7 victoires et 1 défaite.
À l'issue de la saison 2015 (bowl non compris), ils seront classés 21e aux classements CFP et AP et 22e au classement Coaches.
À l'issue de la saison 2015 (bowl compris), ils seront classés 18e aux classements AP et Coaches, le classement CFP n'étant pas republié après les bowls.
Il s'agit de leur 2e participation au Military Bowl (défaite 29 à 19 contre Wake Forest le 20 décembre 2008).

## Résumé du match
| QT          | Temps       | Drive       | Drive       | Drive       | Équipe      | Description de l'action | Score | Score |
| QT          | Temps       | Jeux        | Yards       | TDP         | Équipe      | Description de l'action | PIT   | NAV   |
| ----------- | ----------- | ----------- | ----------- | ----------- | ----------- | --- | ----- | ----- |
| 1           | 14:46       |             |             |             | PITT        | TD de WR Quadree Henderson à la suite d'un retour de kickoff de 100 yards + 1 point de conversion par kicker Chris Blewitt                       | 7     | 0     |
| 1           | 9:26        | 10          | 75          | 5:20        | NAVY        | TD par QB Kennan Reynolds à la suite d'une course d'1 yard + 1 point de conversion par kicker Austin Grebe                                       | 7     | 7     |
| 1           | 0:41        | 14          | 86          | 6:47        | NAVY        | TD par QB Keenan Reynolds à la suite d'une course de 5 yards + 1 point de conversion par kicker Austin Grebe                                     | 7     | 14    |
| 2           | 1:41        | 12          | 84          | 4:23        | NAVY        | TD de 11 yards par WR Tyler Carmona à la suite d'une réception d'une passe de QB Keenan Reynolds + 1 point de conversion par kicker Austin Grebe | 7     | 21    |
| 3           | 12:28       | 5           | 75          | 2:32        | NAVY        | TD par RB Demond Brown à la suite d'une course de 26 yards + 1 point de conversion par kicker Austin Grebe                                       | 7     | 28    |
| 3           | 8:11        | 6           | 59          | 2:42        | NAVY        | FG de 35 yards par kicker Austin Grebe | 7     | 31    |
| 3           | 3:14        | 10          | 85          | 4:57        | PITT        | TD de 4 yards par RB Qadree Ollison à la suite d'une réception d'une passe de Nathan Peterman + 1 point de conversion par kicker Chris Blewitt   | 14    | 31    |
| 3           | 2:57        |             |             |             | PITT        | TD par DB Jordan Whitehead à la suite d'un fumble récupéré et retourné sur 22 yards + 1 point de conversion par kicker Chris Blewitt             | 21    | 31    |
| 4           | 10:58       | 14          | 68          | 6:59        | NAVY        | TD par RB Toneo Gulley à la suite d'une course de 15 yards + 1 point de conversion par kicker Austin Grebe                                       | 21    | 38    |
| 4           | 9:35        | 4           | 73          | 1:23        | PITT        | TD par RB Qadree Ollison à la suite d'une course de 45 yards + 1 point de conversion par kicker Austin Grebe                                     | 28    | 38    |
| 4           | 4:19        | 9           | 75          | 5:16        | NAVY        | TD par QB Kennan Reynolds à la suite d'une course de 9 yards mais la tentative de conversion à 1 point par kicker Austin Grebe est bloquée       | 28    | 44    |
| Score final | Score final | Score final | Score final | Score final | Score final | Score final | 28    | 44    |

## Statistiques[4]
| Statistiques par Équipes               | Statistiques par Équipes | Statistiques par Équipes |
| Statistiques                           | PIT                      | NAV                      |
| -------------------------------------- | ------------------------ | ------------------------ |
| 1er downs                              | 17                       | 31                       |
| Conversion de 3e Down                  | 3/6                      | 12/17                    |
| Conversion de 4e Down                  | 0/0                      | 2/2                      |
| Nobre total de yards gagnés            | 42 jeux pour 335 yards   | 89 jeux pour 590 yards   |
| Yards à la course                      | 198                      | 417                      |
| Yards à la passe                       | 137                      | 173                      |
| Passes : Réussies-Tentées-Interceptées | 13/21, 3 int.            | 10/18, 0 int.            |
| Réussite en zone rouge/chances         | 1/3                      | 6/6                      |
| TD                                     | 4                        | 6                        |
| Field Goals                            | 0                        | 1                        |
| Sacks (Nombre-Yards perdus)            | 0/0                      | 0/0                      |
| Fumbles (Nombre/Perdus)                | 0/0                      | 1/1                      |
| Pénalités (Nombre/Yards perdus)        | 1/5                      | 2/15                     |
| Temps de possession                    | 17:55                    | 42:05                    |

| Meilleur Joueur (MVP) | Meilleur Joueur (MVP) | Meilleur Joueur (MVP) |
| --------------------- | --------------------- | --------------------- |
| Nom                   | Équipe                | Poste                 |
| Keenan Reynolds       | Navy                  | QB                    |

| Statistiques Individuelles | Statistiques Individuelles | Statistiques Individuelles                         |
| -------------------------- | -------------------------- | -------------------------------------------------- |
| Quaterbacks                |                            |                                                    |
| PIT                        | Nate Peterman              | 13/21, 3 int., 137 yards nets gagnés, 1 TD, 0 sack |
| NAV                        | Reynolds, Keenan           | 9/17, 0 int., 126 yards nets gagnés, 1 TD, 0 sack  |
| Meilleurs Coureurs         |                            |                                                    |
| PIT                        | Qadree Ollison             | 8 courses pour 73 yards nets gagnés et 1 TD        |
| NAV                        | Reynolds, Keenan           | 24 courses pour 144 yards nets gagnés, 3 TDs       |
| Meilleurs Receveurs        |                            |                                                    |
| PIT                        | Tyler Boyd                 | 6 réceptions pour 53 yards, 0 TD                   |
| NAV                        | Sanders, D                 | 2 réceptions pour 30 yards, 0 TD                   |
| Meilleurs Tackleurs        |                            |                                                    |
| PIT                        | Matt Galambos              | 10 tacles en solo et 9 assistes                    |
| NAV                        | Adams, Quincy              | 5 tacles en solo                                   |